# Клинтон (Мериленд)
Клинтон (енгл. Clinton) насељено је место без административног статуса у америчкој савезној држави Мериленд.

## Демографија
По попису из 2010. године број становника је 35.970, што је 9.906 (38,0%) становника више него 2000. године.
| Група             | 2000.          | 2010.          |
| Белци             | 5.176 (19,9%)  | 3.508 (9,8%)   |
| Афроамериканци    | 19.207 (73,7%) | 29.037 (80,7%) |
| Азијати           | 643 (2,5%)     | 907 (2,5%)     |
| Хиспаноамериканци | 494 (1,9%)     | 1.865 (5,2%)   |
| Укупно            | 26.064         | 35.970         |